# Miguel Martínez y Sanz
Miguel Martínez y Sanz (Saragossa, 1811 - Madrid, 1890) va ser un sacerdot i missioner, fundador de la congregació de les Serventes de Maria, Vetlladores dels Malalts en 1851.

## Vida
Miguel Martínez havia nascut a Saragossa el 1811, fill de Miguel Martínez i Teresa Sanz. Només amb tretze anys havia acabat els seus estudis i feia el primer curs de Filosofia a la Universitat. Als catorze va ingressar al seminari, on va estudiar filosofia i teologia, llicenciant-se el 1831. En 1833 començà a impartir Teologia a la Universitat de Saragossa.
En 1835 marxà a Madrid, on va rebre l'ordenació, essent nomenat en 1840 predicador de S. Ginés i, des de 1848, rector ("teniente cura") de la parròquia de Chamberí. Allí va preocupar-se per la situació de les classes necessitades, creant en 1851 una congregació religiosa per a l'assistència domiciliària a malalts pobres: les Serventes de Maria Vetlladores dels Malalts, de la qual va ser germana fundadora santa Soledad Torres Acosta. Les seves activitats en pro dels necessitats li van fer guanyar el títol de padre de los pobres.
En 1853, Isabel II d'Espanya el nomenà capellà d'honor del Palau Reial. En 1856 va marxar com a missioner a Fernando Po, al golf de Guinea, fent-se càrrec de les missions a la zona. No va tenir èxit en la gestió, però, i va tornar a Espanya en 1859, on va tenir diferents càrrecs eclesiàstics.
Va fundar l'Arxiconfraria de l'Oració Contínua i va publicar el Calendario piadoso i el Mensuario: revista de los devotos de María.
Cap al 1885 va quedar paralític, morint a Carabanchel el 25 d'agost de 1890. Va ser sebollit al cor de la casa mare de la congregació de les Serventes de Maria que havia contribuït a fundar, a la plaça del barri de Chamberí, on havia estat rector.